# Euloge d'Amiens
Euloge ou Eulogius en latin, fut le premier évêque d'Amiens dont l'existence est historiquement attestée au IVe siècle. il est reconnu saint par l'Église catholique.

## Historique
On ne sait pratiquement rien de ce personnage. Nous ne disposons que d'une seule trace écrite le concernant: il figure sur la liste des évêques qui auraient participé, en mai 346, au pseudo-concile de Cologne. Il a pu être le contemporain de Martin de Tours qui a partagé son manteau avec un pauvre à Ambianorum (Amiens) en 334 vraisemblablement.
Selon Jean-Baptiste de Sachy, il aurait pu être le premier évêque d'Amiens vers 333, après la légalisation du christianisme par l'empereur Constantin. L'auteur donne trois dates possibles de sa mort : 350, 367 voire 380. On ne connait pas le lieu de son inhumation.